# Голкіпер сезону в Україні
Голкіпер сезону в Україні — нагорода найкращому воротареві національного чемпіонату. Її присуджує Українська прем'єр-ліга, перед тим — Професіональна футбольна ліга України разом з «Спортивною газетою» та Держкомітетом фізкультури та спорту України. За умовами конкурсу, при виборі лауреата не має значення громадянство.

## Опитування Держкомітету фізкультури та спорту України

### 1992 (весна)
1. О. Колесов («Таврія»)
2. О. Помазун («Металіст»)
3. В. Мартінкенас («Динамо»)
4. О. Суслов («Чорноморець»)

## Опитування «Спортивної газети»

### 1992/93
1. Б. Стронцицький («Карпати») — 6 очок
2. О. Помазун («Металіст») — 5
3. М. Медін («Дніпро») — 3
4. Ю. Сивуха («Металург» З.) — 2
5. І. Кутєпов («Динамо») — 1
6. О. Суслов («Чорноморець») — 1
7. Д. Тяпушкін («Нива» Т.) — 1

### 1993/94
1. Д. Шутков («Шахтар»)
2. В. Воробйов («Кривбас»)
3. Д. Тяпушкін («Нива» Т.)
4. М. Медін («Дніпро»)
5. О. Шовковський («Динамо»)

### 1994/95
1. О. Суслов («Чорноморець») — 14
2. О. Шовковський («Динамо») — 4
3. Д. Шутков («Шахтар») — 2

### 1995/96
1. О. Суслов («Чорноморець») — 34
2. І. Близнюк («Зірка-НІБАС») — 5
3. О. Шовковський («Динамо») — 2
4. В. Рева (ЦСКА-Борисфен) — 1
5. Т. Гребенюк («Металург» З.) — 1

## Опитування Професіональної футбольної ліги України

### 1996/97
1. І. Близнюк («Дніпро»)
2. А. Ковтун («Ворскла»)
3. О. Шовковський («Динамо»)

### 1997/98
1. О. Шовковський («Динамо»)
2. Д. Шутков («Шахтар»)
3. І. Близнюк («Дніпро»)

### 1998/99
1. О. Шовковський («Динамо»)
2. О. Лавренцов («Кривбас»)
3. І. Шуховцев («Металург» Мр.)

### 1999/00
1. О. Лавренцов («Кривбас»)
2. Ю. Вірт («Шахтар»)
3. О. Шовковський («Динамо»)

### 2000/01
1. Ю. Вірт («Шахтар»)
2. В. Рева (ЦСКА)
3. О. Шовковський («Динамо»)

### 2001/02
1. В. Рева («Динамо») — 26
2. В. Ковалевський («Шахтар») — 20
3. А. Глущенко («Металург» З.) — 19
4. Д. Шутков («Шахтар») — 15
5. О. Шовковський («Динамо») — 3
6. О. Филимонов («Динамо») — 1

### 2002/03
1. В. Рева («Динамо»)
2. В. Кернозенко («Арсенал»)
3. О. Шовковський («Динамо»)

### 2003/04
1. С. Плетикоса («Шахтар»)
2. О. Шовковський («Динамо»)
3. В. Руденко («Чорноморець»)

### 2004/05
1. О. Шовковський («Динамо»)
2. Я. Лаштувка («Шахтар»)
3. Т. Луценко («Закарпаття»)

### 2005/06
1. В. Кернозенко («Дніпро»)
2. О. Шовковський («Динамо»)
3. Б. Шуст («Шахтар»)

### 2006/07
1. О. Горяїнов («Металіст»)
2. О. Шовковський («Динамо»)
3. А. Тлумак («Карпати»)

### 2007/08
1. О. Шовковський («Динамо»)
2. В. Кернозенко («Дніпро»)
3. О. Горяїнов («Металіст»)

## Опитування Української прем’єр-ліги

### 2008/09
1. С. Богуш («Динамо») — 34 (8 перших місць + 4 другі + 2 треті)
2. А. П’ятов («Шахтар») — 32 (8+4+0)
3. С. Долганський («Ворскла») — 10 (0+3+4)
4. В. Дишленкович («Металург» Д.) — 9 (0+3+3)
5. О. Горяїнов («Металіст») — 9 (0+2+5)
6. О. Шовковський («Динамо») — 2 (0+0+2)

### 2009/10
1. А. П’ятов («Шахтар») — 37 (9+5+0)
2. О. Шовковський («Динамо») — 20 (5+2+1)
3. О. Горяїнов («Металіст») — 13 (1+2+6)
4. А. Тлумак («Карпати») — 7 (0+3+1)
5. Я. Лаштувка («Дніпро») — 5 (0+1+3)
6. М. Коваль («Металург» З.) — 4 (1+0+1)
7. В. Романенко («Іллічівець») — 4 (0+2+0)
8. Д. Бабенко («Закарпаття») — 2 (0+1+0)
9. М. Старцев («Таврія») — 2 (0+0+2)
10. В. Дишленкович («Металург» Д.) — 1 (0+0+1)
11. Є. Паст («Чорноморець») — 1 (0+0+1)

### 2010/11
1. О. Шовковський («Динамо») — 32 (6+6+2)
2. А. П’ятов («Шахтар») — 31 (7+4+2)
3. Я. Лаштувка («Дніпро») — 10 (2+2+0)
4. І. Шуховцев («Зоря») — 7 (0+2+3)
5. А. Тлумак («Карпати») — 6 (0+2+2)
6. О. Рибка («Оболонь») — 5 (1+0+2)
7. С. Погорілий («Арсенал») — 3 (0+0+3)
8. С. Веремко («Севастополь») — 1 (0+0+1)
9. В. Дишленкович («Металіст») — 1 (0+0+1)

### 2011/12
1. О. Шовковський («Динамо») — 41 (13+1+0)
2. О. Горяїнов («Металіст») — 14 (1+3+5)
3. О. Бандура («Металург» Д.) — 13 (1+5+0)
4. А. П’ятов («Шахтар») — 11 (1+4+0)
5. Д. Безотосний («Чорноморець») — 7 (0+1+5)
6. О. Рибка («Шахтар») — 4 (0+2+0)
7. Я. Лаштувка («Дніпро») — 2 (0+0+2)
8. С. Погорілий («Арсенал») — 2 (0+0+2)
9. Ю. Паньків («Олександрія») — 1 (0+0+1)
10. Д. Шелихов («Волинь») — 1 (0+0+1)

### 2012/13
1. М. Коваль («Динамо») — 27 (6+4+1)
2. А. П’ятов («Шахтар») — 23 (5+3+2)
3. Р. Худжамов («Іллічівець») — 15 (2+4+1)
4. Д. Безотосний («Чорноморець») — 12 (1+3+3)
5. О. Горяїнов («Металіст») — 9 (1+0+6)
6. Я. Лаштувка («Дніпро») — 7 (1+2+0)
7. Ю. Паньків («Арсенал» + «Металург» Д.) — 2 (0+0+2)
8. О. Шовковський («Динамо») — 1 (0+0+1)

### 2013/14
1. А. П’ятов («Шахтар») — 27 (7+3+0)
2. Д. Безотосний («Чорноморець») — 20 (4+3+2)
3. Р. Худжамов («Іллічівець») — 13 (2+3+1)
4. Д. Бойко («Дніпро») — 12 (2+3+0)
5. Ю. Паньків («Металург» Д.) — 8 (0+2+4)
6. В. Дишленкович («Металіст») — 7 (0+1+5)
7. О. Шовковський («Динамо») — 3 (0+0+3)

### 2014/15
1. Д. Бойко («Дніпро») — 33 (8+3+3)
2. А. П’ятов («Шахтар») — 19 (3+4+2)
3. О. Шовковський («Динамо») — 18 (2+4+4)
4. С. Богуш («Ворскла») — 10 (1+2+3)
5. Р. Мисак («Карпати») — 4 (0+1+2)

### 2015/16
1. А. П’ятов («Шахтар») — 32 (6+7+0)
2. М. Шевченко («Зоря») — 21 (4+2+5)
3. О. Шовковський («Динамо») — 20 (3+2+7)
4. А. Новак («Олександрія») — 5 (0+2+1)

### 2016/17
1. А. П’ятов («Шахтар»)
2. А. Лунін («Дніпро»)
3. З. Махарадзе («Олімпік»)
4. Є. Боровик («Чорноморець» + «Карпати»)
5. М. Шевченко («Шахтар»)
6. Ю. Паньків («Сталь» К-е)

### 2017/18
1. А. П’ятов («Шахтар»)
2. А. Лунін («Зоря»)
3. О. Бандура («Верес»)
4. Б. Шуст («Ворскла»)
5. Ю. Паньків («Олександрія»)
6. Р. Худжамов («Маріуполь»)
7. З. Махарадзе («Олімпік»)
8. О. Шевченко («Зоря» + «Карпати»)
9. Д. Бойко («Динамо»)
10. Є. Паст («Зірка»)
11. Б. Сарнавський («Верес»)
12. Г. Пеньков («Сталь» К-е)

### 2018/19
1. А. П’ятов («Шахтар») – 21
2. Ю. Паньків («Олександрія») – 20
3. М. Шевченко («Карпати» + «Зоря») – 6

### 2019/20
1. А. П’ятов («Шахтар») – 29
2. Г. Бущан («Динамо») – 12
3. Є. Паст («Десна») – 8

### 2020/21
1-2. А. Трубін («Шахтар») — 24
1-2. Г. Бущан («Динамо») — 24
3. Н. Васіль («Зоря») — 19

### 2021/22
Не визначали

### 2022/23
1. А. Трубін («Шахтар») — 34 (10+2+0)
2. О. Бандура («Минай») — 21 (4+4+1)
3. О. Мозіль («Металіст 1925») — 8 (0+3+2)

### Цікаві факти
- загальна кількість кіперів-переможців — 18;
- найчастіше приз вигравав Андрій П’ятов — 7 разів;
- загальна кількість команд-переможниць — 8;
- найчастіше лауреатами ставали представники донецького «Шахтаря» — 12 разів.